# Геймърки
„Геймърки“ е американски комедиен сериал по идея на Дан Шнайдер, който се излъчва по Никелодеон от 12 септември 2015 г. до 8 юни 2019 г. В сериала участват Кри Сикино, Мадисън Шипман, Бенджамин Флорес Джуниър, Томас Кус и Кел Мичъл.

## Сюжет
Поредицата се върти около двете седмокласнички, Бейб и Кензи, живеещи в Бруклин, Ню Йорк, които създават видео игра, наречена „Небесен кит“ за своя училищен проект. Когато играта се окаже ужасно успешна, те създават компания за игри, наречена „Геймърки“, и наемат своя приятел Хъдсън. По-късно си партнират с рапъра Double G, който става техен инвеститор като компромис за незаконната им употреба на песента му „Drop Dat What“ в тяхната игра. Синът му, Triple G, след това става консултант за видеоигри в компанията.

## Актьорски състав
- Кри Сикино – Бейб Карано[1]
- Мадисън Шипман – Кензи Бел[2]
- Бенджамин Флорес Джуниър – Трипъл Джи
- Томас Кус – Хъдсън
- Кел Мичъл – Дабъл Джи
- Шел Бейли – Рутлес, асистентът на Дабъл Джи, който говори много силно
- Буба Гантер – Бъни, детинския асистент на Дабъл Джи
- Реджи Дейвис – Господин Самич, учител на Бейб, Кензи и Хъдсън
- Танън Бюканън – Мейсън Кендъл
- Тод Болси – Тюг, сервитьор във „Фудърс“

## Излъчване
Премиерата на сериала се излъчваше по YTV в Канада на 6 октомври 2015 г. и дебютира по каналите на Никелодеон във Великобритания и Ирландия на 2 ноември 2015 г. и в Австралия и Нова Зеландия на 8 февруари 2016 г.

## В България
В България е излъчен за пръв път на 6 юни 2016 г. по „Никелодеон“. Последният епизод на поредицата се излъчва на 21 юни 2019 г.
В края на 2022 г. се излъчва в стрийминг платформата SkyShowtime.

### Нахсинхронен дублаж
Дублажът на сериала е първоначално записан в студио „Александра Аудио“ от втори сезон на дванадесети епизод, и през 2019 г. се премества в студио „Про Филмс“, заедно с останалите сериали на „Никелодеон“ – от втори сезон на двадесет и първи епизод до края.
Нахсинхронен дублаж
| Роля           | Изпълнител                    |
| -------------- | ----------------------------- |
| Бейб           | Ралица Стоянова               |
| Кензи Бел      | Татяна Етимова                |
| Трипъл Джи     | Ана-Мария Лалова              |
| Дабъл Джи      | Константин Лунгов             |
| Господин Самич | Анатолий Божинов              |
| Други гласове  | Диляна Спасова Георги Стоянов |

| Обработка              | Александра Аудио |
| ---------------------- | ---------------- |
| Изпълнителен продуцент | Васил Новаков    |
| Режисьор на дублажа    | Мариета Петрова  |